# 朱鑠
朱 鑠（しゅ しゃく、生没年不詳）は、中国後漢末期から三国時代の軍人。魏に仕えた。字は彦才。豫州沛国譙県（現在の安徽省亳州市譙城区）の人物。

## 生涯
建安二十二年（217年）、魏国が建てられた際に太子中庶子・司馬懿、陳羣、呉質、朱鑠ら四人は、太子・曹丕の側近として「四友」と呼ばれた。
黄初五年（224年）、呉質は都に参内した際、宴の席で芸人に「太った人」と「痩せた人」について話をさせた。これは宴席にいる大将軍・曹真の肥満と中領軍・朱鑠の痩身をそれぞれ揶揄したもので、これに怒った曹真と呉質が刀を手にかけ売り言葉に買い言葉で剣呑な雰囲気になった。そこで、朱鑠は立ち上がって「陛下は貴方を楽しませるために我らを集めたのに、そこまでするのか」と言うと、呉質は「朱鑠が座を壊した」と諱を呼んで言い返した（曹真は「曹子丹」呼び）。その後、諸将は（頭を冷やして）みな席に帰ったが、朱鑠はせっかちな性格で怒り心頭となり、剣で地面を斬って退席した。
その後の活動は不明だが、蒋済の「喪の礼」に関する上奏に朱鑠の喪の際の様子が語られているため、最終官位は「中領軍」で少なくとも224年～249年の間には死去している（蒋済の没年が249年。在官中に没したかどうかは不明。なお、明帝初年の中領軍には桓範が就任している）。